# Mogrovejo
Mogrovejo es una localidad del municipio de Camaleño (Cantabria, España). En el año 2023 tenía 42 habitantes (INE). La localidad está ubicada a 640 metros de altitud sobre el nivel del mar, encaramada en un llano y con el macizo de Ándara a sus espaldas. Dista 4 kilómetros de la capital municipal, Camaleño. Hasta el siglo XIII, este pueblo aparece en los documentos como Luarna, tomando el nombre de una antigua familia que tenía este apellido y a la que perteneció el santo Toribio de Mogrovejo. El Diccionario Madoz refleja que el lugar o concejo de Mogrovejo abarcaba ocho barrios o aldeas, que actualmente son entidades de población independientes: Mogrovejo, Redo, Los Llanos, Bárcena, Besoy, Sebrango, Llaves y Vallejo. Todo el conjunto del casco urbano de Mogrovejo es un Bien de Interés Cultural, con categoría de Conjunto Histórico (1985).
Está catalogado como Uno de Los Pueblos Más Bonitos de España desde el año 2019 y pertenece desde entonces a la asociación homónima.[cita requerida]

## Monumentos
Mogrovejo está declarado Bien de interés cultural y Conjunto histórico. Alberga casonas de sillería y mampostería, con balconadas de forja, de los siglos XVI-XVIII, algunas dentro de grandes parcelas cercadas con altos muros y entradas monumentales. Destacan:
- Torre de Mogrovejo.
- Iglesia parroquial dedicada a Nuestra Señora de la Asunción, del (siglo XVII), con un altar barroco, un crucifijo del siglo XVI y una imagen llamada La Milagrosa, gótico-flamenca del siglo XV.
- Casona de Vicente de Celis, con un escudo de Estrada. Data del siglo XVI, así como varias otras casonas barrocas.
- El único hórreo del pueblo.

## Galería

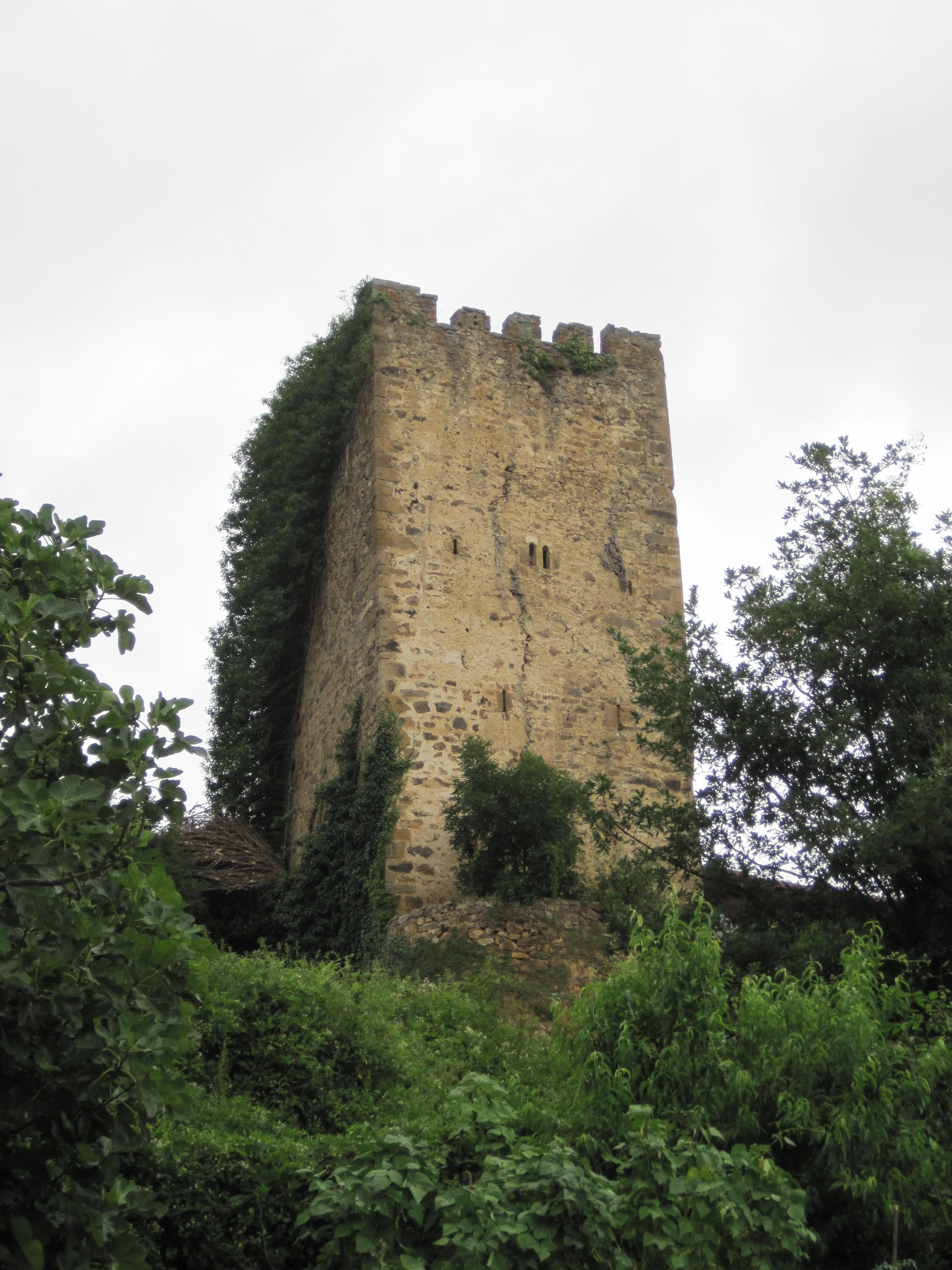
Vista de la torre de Mogrovejo.
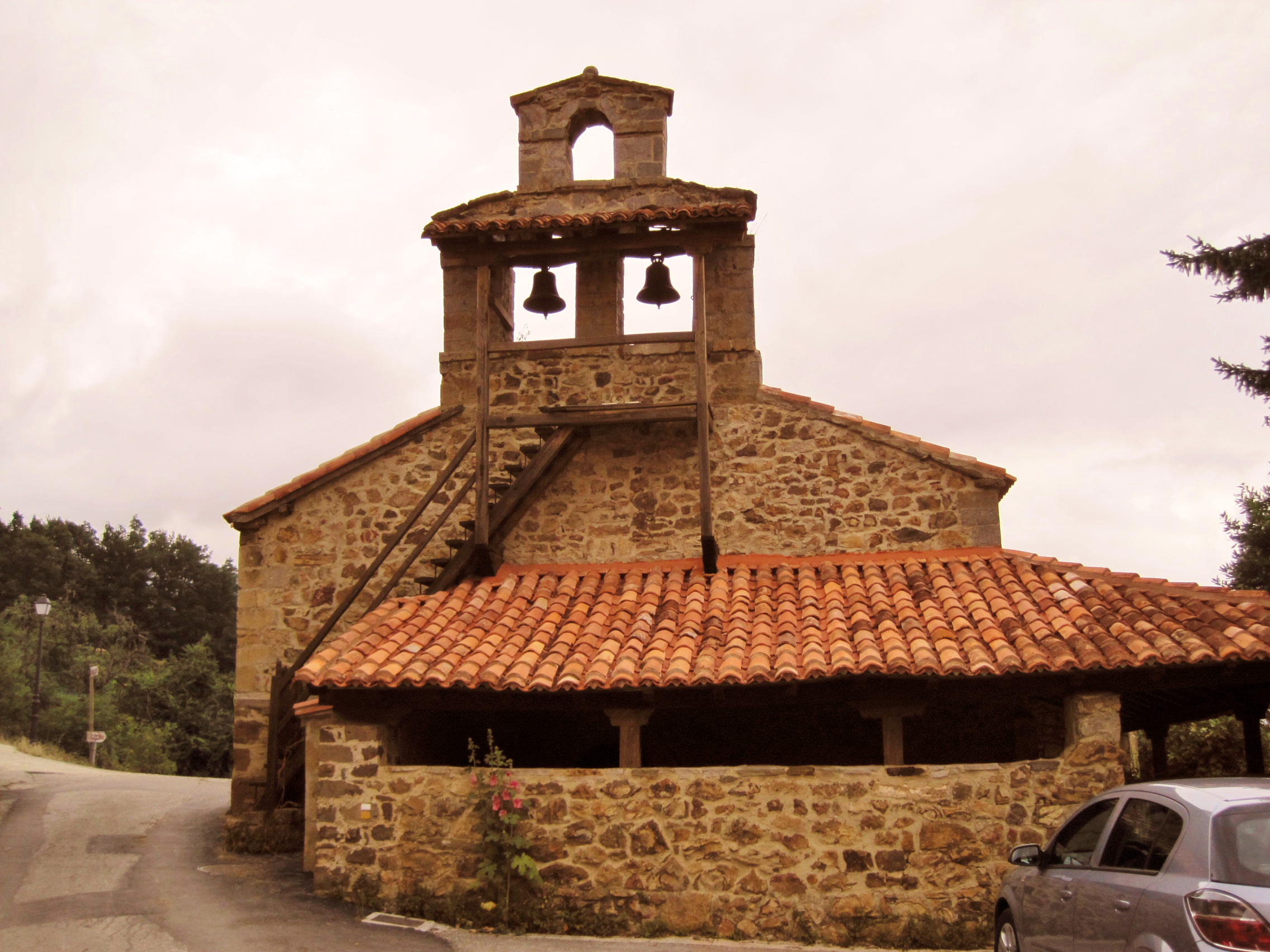
Vista de la iglesia.
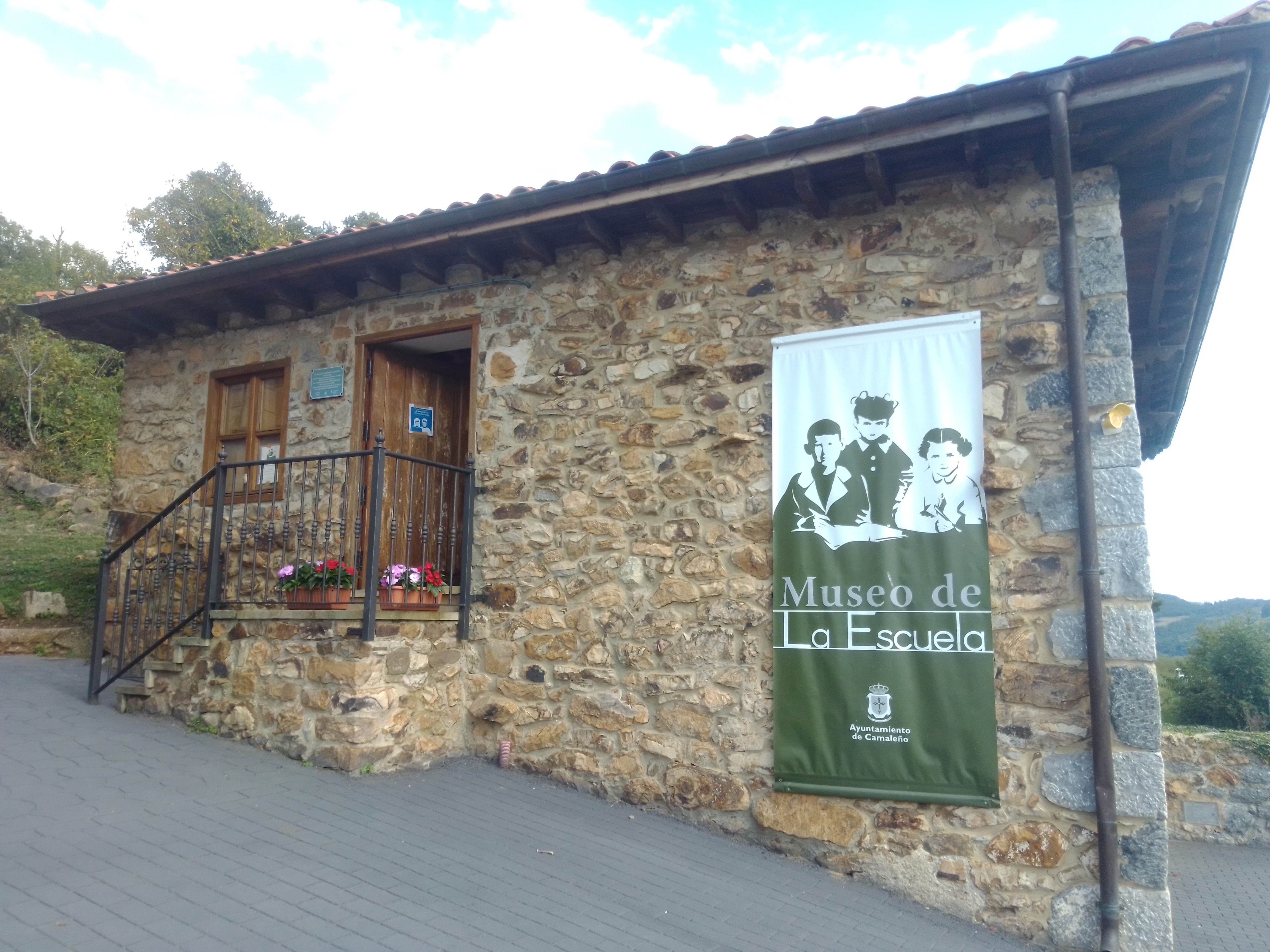
Museo de la Escuela
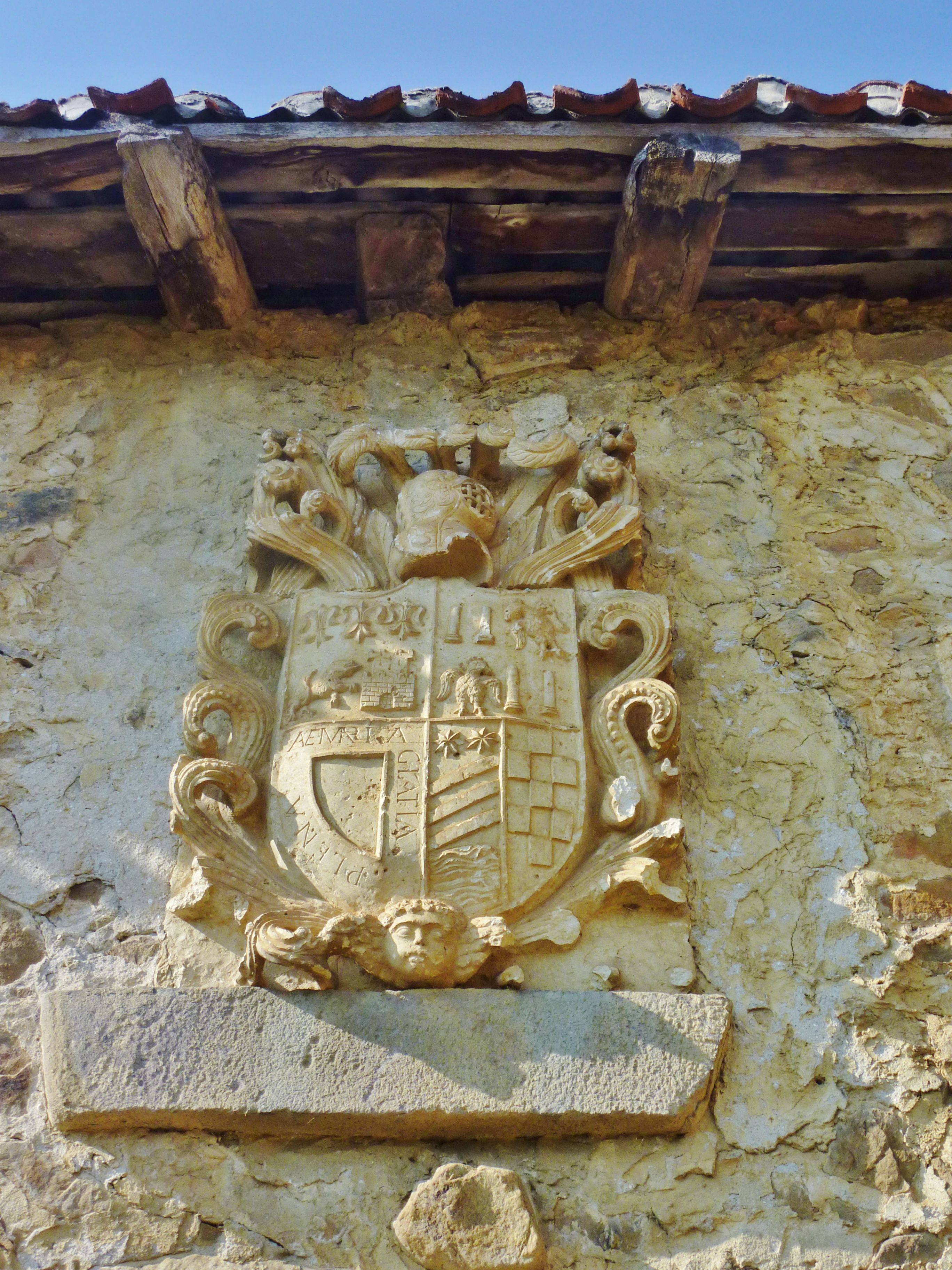
Blasón de la Casona de Vicente de Celis

## Personajes ilustres
- Señores de Mogrovejo, de cuya familia era oriundo santo Toribio de Mogrovejo (1538-1606).
- Santo Toribio de Liébana, Obispo de Astorga y el Señor de Mogrovejo.
- Antonio Díez de Mogrovejo, general carlista.

## Premios a la localidad
La localidad fue premiada como Pueblo de Cantabria 2017, en consideración de las labores de conservación realizadas.

| Predecesor: Cosío | Premio Pueblo de Cantabria 2017 | Sucesor: Esles |